# Artifakts (bc)
Albums de Plastikman
Consumed
(1998) Closer
(2003)
Artifakts (bc) est le cinquième album de Plastikman (alias Richie Hawtin), sorti en 1998 sur son label Minus. Bien qu'étant sorti après Consumed, il a été en réalité conçu avant celui-ci (dans le titre Artifakts (bc), « bc » signifie en effet « before Consumed »).

## Liste des morceaux

### Édition CD
| 1.    | Korridor                                  | 5:49  |
| 2.    | Psyk                                      | 8:31  |
| 3.    | Pakard                                    | 12:14 |
| 4.    | Hypokondriak                              | 10:34 |
| 5.    | Rekall                                    | 10:48 |
| 6.    | Skizofrenik                               | 5:00  |
| 7.    | Are Friends Electrik? / Lodgikal Nonsense | 20:27 |
| 73:22 |                                           |       |

Le morceau « Lodgikal Nonsense » est indiqué sur la couverture comme étant la 8e piste du CD, mais il figure en fait sur la 7e et dernière piste, séparé de « Are Friends Electrik? » par environ cinq minutes de silence.

### Édition vinyl
| No | Titre                 | Durée |
| -- | --------------------- | ----- |
| 1. | Pakard                |       |
| 2. | Skizofrenik           |       |
| 3. | Psyk                  |       |
| 4. | Are Friends Electrik? |       |
| 5. | Rekall                |       |
| 6. | Lodgikal Nonsense     |       |